# Aumont (Jura)
Aumont – miejscowość i gmina we Francji, w regionie Burgundia-Franche-Comté, w departamencie Jura.
Według danych na rok 1990 gminę zamieszkiwało 455 osób, a gęstość zaludnienia wynosiła 57 osób/km² (wśród 1786 gmin Franche-Comté Aumont plasuje się na 341. miejscu pod względem liczby ludności, natomiast pod względem powierzchni na miejscu 565.).